# Lindi St Clair
Marian June Akin (nacida el 11 de agosto de 1952), anteriormente conocida profesionalmente como Lindi St Clair o Lindi St Claire, es una autora británica, dirigente del Corrective Party, y activista por los derechos de las prostitutas.
Originalmente una prostituta, pero ahora retirada y confirmada como cristiana, en 1993 St Clair acusó a Inland Revenue en el Tribunal Supremo de Inglaterra de ser "proxenetas de Su Majestad", y vivir de ingresos inmorales, después de su clasificación de la prostitución como comercio durante su caso judicial muy sonado.
St Clair se presentó a las elecciones al Parlamento once veces.

## Biografía

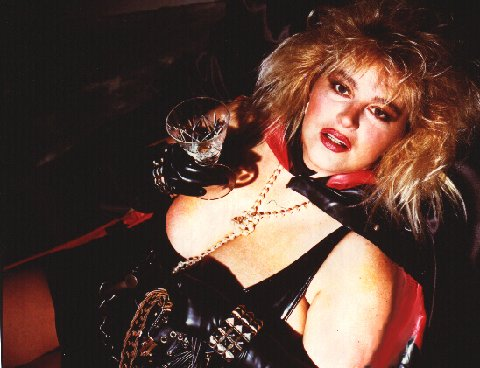
Lindi St Clair, alias Miss Whiplash. en su mejor momento; 1 de enero de 1987.

Nacida en Hackney, Londres, el nombre real de Lindi St Clair es Marian June Akin. Creció en Swindon, Wiltshire, donde fue a la escuela y a los 14 años se convirtió en una beatnik, después en mod, luego rocker y motera, huyendo de casa a Londres donde se asoció a rockers y los Ángeles del Infierno. Se empleó en trabajos menores antes de empezar a ejercer como prostituta callejera, y al no beber, fumar o drogarse, fue capaz de ahorrar suficiente dinero para comprar una gran casa victoriana al final de la terraza en Earls Court. Allí dirigió un burdel de lujo frecuentado por políticos británicos e internacionales y aristócratas como madam y dominatrix de alto perfil.
Durante muchos años, desde mediados de los años 1970 hasta su bancarrota en 1992 (después de que Hacienda la persiguiera por evasión de impuestos), St Clair ofreció sus servicios en su propia gran casa de cuatro pisos en Eardley Crescent en Earls Court, Londres. Una muy exitosa dominatrix profesional y madam, llegó a tener su propio Rolls Royce amarillo y un yate, el cual mantenía atracado en Bray en Berkshire. En 1991 salió a la luz que St Clair estaba alquilando el piso del sótano del canciller de Hacienda Norman Lamont en Notting Hill. En cierto momento, reclamó que 252 parlamentarios habían sido sus clientes . Apareció en programas televisivos y radiofónicos en numerosas ocasiones, incluyendo en The Ruby Wax Show y The James Whale Show.
A pesar de ser gravada en sus ingresos, St Clair descubrió que cuando intentó registrar las compañías "Prostitutes Ltd", "Hookers Ltd" y "Lindi St Clair (French Lessons) Ltd" todas fueron rechazadas por el Registro de Empresas, y luego "Lindi St Clair (Personal Services) Ltd" por el fiscal general.
St Clair deletreó su apellido "St Claire" entre 1974 y 1985 y también utilizó los nombres Miss Whiplash, Carla Davis y Lily Lavender.

## Corrective Party

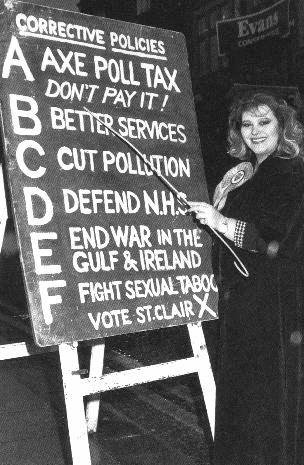
St Clair haciendo campaña como candidata al Parlamento del Corrective Party para la elección parcial de Ribble Valley en 1991.

Descrito como el partido marginal de más rápido crecimiento en 1993, el Corrective Party fue un partido político británico radical que hizo campaña por la justicia social, las libertades civiles, los derechos de los animales y la libertad sexual.
St Clair intentó ser elegida a la Cámara de los Comunes, en once elecciones parciales, en una ocasión amenazando con exponer las vidas depravadas de centenares de diputados. El Corrective Party compartió su agente electoral con el Monster Raving Loony Party.
En junio de 1991 se vio implicada en una controversia cuando Norman Lamont, el entonces canciller de Hacienda, fue investigado por utilizar el dinero de los contribuyentes "para manejar las consecuencias de las historias de la prensa sensacionalista relacionadas con 'Miss Whiplash' (No* Lindi st Clair), quien estaría usando un apartamento de su propiedad" (el Tesoro contribuyó con £4.700 de la factura de £23.000 formalmente aprobada por el Jefe del Servicio Civil y el Primer ministro).

## Caso con hacienda
Acusó a Hacienda de intentar vivir de ingresos inmorales cuando le pidieron que pagara £112,779.92 en impuestos atrasados, porque clasificaron la prostitución como comercio. Fue perseguida por el inspector de impuestos S. J. Pinkney, y su contable reclamó que a raíz del caso hizo dos intentos de suicidio fallidos. Perdió el caso alegando, "El hombre de los impuestos es un proxeneta y el gobierno es un proxeneta también."

## Conversión religiosa

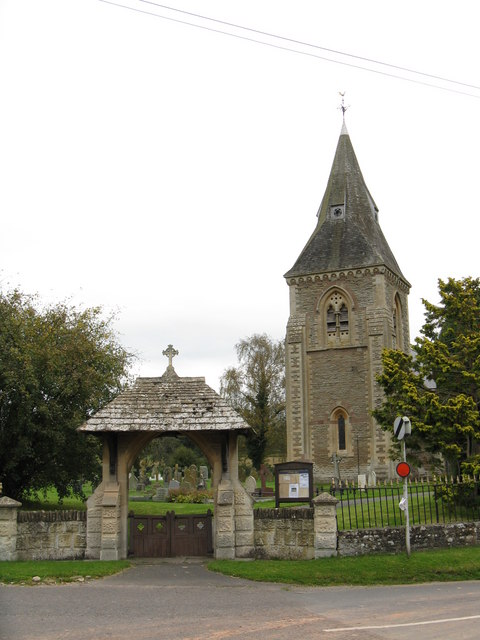
Iglesia Stoke Lacy en Herefordshire.

El 27 de febrero de 2009 se informó que St Clair había sido rescatada de su automóvil y trasladada al hospital después de que el vehículo todoterreno se saliera de una carretera de Herefordshire cerca de Risbury y aterrizó al revés en un arroyo, quedando atrapada 24 horas. Esta experiencia la llevó a abrazar el cristianismo. El 15 de noviembre de 2009, habiendo vuelto legalmente a su nombre de nacimiento, fue confirmada por el obispo de Hereford en la iglesia Stoke Lacy en Herefordshire.